# Championnat de Finlande de hockey sur glace 1932-1933
Saison précédente Saison suivante
La saison 1932-1933 est la cinquième saison de la SM-sarja.
Le HSK Helsinki remporte le 5e titre de champion de Finlande en battant le HJK Helsinki en finale 5 à 0.

## Déroulement

### Détail des scores
Demi-finales
| Équipe       | Score | Équipe        | Note               |
| ------------ | ----- | ------------- | ------------------ |
| HSK Helsinki | 5-2   | Ilves Tampere |                    |
| HJK Helsinki | 4-3   | HPS Helsinki  | Après prolongation |

Finale
| Équipe       | Score | Équipe       | Note |
| ------------ | ----- | ------------ | ---- |
| HSK Helsinki | 5-0   | HJK Helsinki |      |